# Улица Нымме
Улица Ны́мме, также Ны́мме-те́э и Ны́мме те́э (эст. Nõmme tee) — улица в Таллине, столице Эстонии. 

## География
Пролегает в микрорайонах Лиллекюла и Тонди района Кристийне и в микрорайоне Сийли района Мустамяэ. Начинается в месте перехода улицы Котка в улицу Тулика и заканчивается на перекрёстке с улицей Таммсааре.
Протяжённость — 2518 м.

## История
Улица получила своё название 27 августа 1930 года (эст. Nõmme tänav), 13 ноября 1989 года была несколько переименована — эст. Nõmme tee. В период немецкой оккупации во времена Второй мировой войны носила название нем. Heidestraße.

## Общественный транспорт
По улице проходит маршрут городского автобуса № 67.

## Застройка
Улица в основном имеет малоэтажную застройку и застроена деревянными и каменными домами начала и середины XX века. Два девятиэтажных жилых дома (№ 11 и 19) построены в 1980-х годах; двухэтажный рядный жилой дом № 63А построен в 1990 году; рядный жилой дом № 59 — в 1997 году; рядный жилой дом № 59А — в 2000 году; рядный 10-квартирный дом № 65 — в 1999 году. В 2019 году построены пятиэтажный офисно-жилой дом № 3 и рядный жилой дом № 60.

## Предприятия, организации и учреждения
- Nõmme tee 2 — Союз глухих Эстонии[7];
- Nõmme tee 2 — Спортивный союз глухих Эстонии[8];
- Nõmme tee 2 — Спортивное общество глухих Таллина «Talkur»[9];
- Nõmme tee 19 — клуб спортивного ориентирования «SRD»[10];
- Nõmme tee 23A — магазин торговой сети «Maxima»;
- Nõmme tee 32 — Таллинская гимназия Кристийне[эст.];
- Nõmme tee 49 — студенческое общежитие Таллинской высшей школы здравоохранения[эст.].
- Nõmme tee 99 — Ныммеский реабилитационный центр Таллинского городского центра защиты детей[2];
- Nõmme tee 101А — ресторан сети «Армуду»[11].

## Парки
Рядом с улицей Нымме расположены парки Ряэгу (Räägu), Тондимыйза (Tondimõisa, ранее Дунтени (Dunteni)) и Пардитийги (Parditiigi).